# Pazy
Pazy település Franciaországban, Nièvre megyében. Lakosainak száma 293 fő (2022. január 1.).

## Fekvése
Pazy Chaumot, La Collancelle, Corbigny, Guipy, Héry, Sardy-lès-Épiry és Vitry-Laché községekkel határos.

## Népesség
A település népességének változása:
| Lakosok száma | 315  | 311  | 321  | 305  | 301  | 296  | 293  | 291  | 293  |
|               | 2013 | 2015 | 2016 | 2017 | 2018 | 2019 | 2020 | 2021 | 2022 |